# Drac Noir
Le Drac Noir est un bras de la rivière du Drac.

## Géographie
Il prend sa source au sud-est du hameau de Prapic sur la commune d'Orcières, au sud-ouest du col des Tourettes.
Il rejoint le Drac Blanc pour former alors le Drac juste à l'aval d'Orcières, sur la commune de Champoléon.
La source du Drac Noir est parfois considérée comme étant celle du Drac.